# Ode (orthodoxe Liturgie)

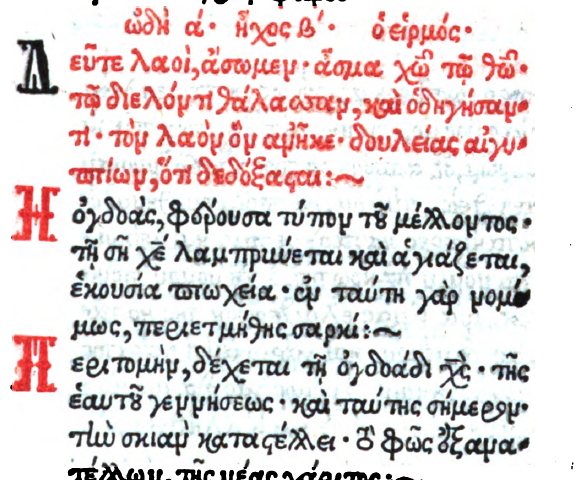
Griechisches Menäon, Venedig 1552, Erste Ode

Ode (griechisch ᾠδή russisch Песнь, Lied) ist die Bezeichnung für einen Hymnus in der Liturgie der orthodoxen Kirchen.
Eine Ode besteht aus mehreren Gebeten (Gesängen). Der Kanon, eine Form der orthodoxen Liturgie, enthält insgesamt neun Oden. Diese bestehen jeweils aus einem biblischen Gesang (Canticum) und weiteren Gebeten und Lobpreisungen orthodoxer Theologen des 4. bis 10. Jahrhunderts.